# 余震東
余震東（英語：Yu Chun Tung；1988年1月29日—），香港創作歌手及男演員，亦身兼作曲、作詞、編曲、混音，音樂製作人等身份，範疇包括流行曲製作，兒歌創作，電影配樂，商會/活動主題曲製作。至今創作及製作的歌曲超過150首，並考獲Rockschool 8級聲樂。

## 簡歷
- 曾於香港國際音樂學校（HKIIM）修讀作曲系，主修聲樂。曾跟隨假聲男高音陸堅智、男中音韓雲龍等多名聲樂導師，研習聲樂4年。
- 2007年起，余震東於不同場所參與演出，包括Music@Youth青年馬拉松音樂會、無重FLY行音樂會，apm，Megabox，教會等，亦曾擔任多間中學的歌唱比賽評判及表演嘉賓，短短幾年，已有過百場演出的經驗。
- 為了達成音樂夢，余震東在2010年至2012年期間，一邊讀音樂，一邊於建築地盤工作兩年，賺取生活費交租 [1]。2012年開始，用做地盤時儲下來的錢購買了一些街頭演唱的裝備[2]，在尖沙咀及中環等鬧市，展開街頭演唱之旅  [3]，一次在中環ifc天橋的街頭演唱，獲框格音樂事務負責人鄧慧詩賞識。
- 2013年，余震東正式加盟框格音樂事務成為歌手，先後參與周啟生演唱會當和音、《李小龍逝世40週年紀念》電視特輯演出、葉振棠Hifi專輯的填詞及Rap，更為香港青年協會微電影《珍藏。二部曲》負責原創音樂製作，該電影獲國際創意及科技總會舉辦的「香港心」短片比賽2013公開組季軍，並獲推薦參加澳門國際電影節。
- 2014年，余震東以自身經歷寫成首支派台作品《夢想號》 ，其後以同名作品《余震東》入選世界性國際創作比賽USA Songwriting Competition十優。
- 同年開始跟隨資深音樂人林慕德學習音樂製作及深造作曲技巧，除推出原創歌曲外，更以獨特風格演繹經典金曲《激光中@Downtown Funk 》 [4][5]。
- 2016年5月，余震東參演《誰伴我闖蕩@歲月無聲2.0》。同年8月，參演拉闊劇團舞台劇《書蟲的少年時代》[6]。
- 2017年，余震東以獨特磁性聲線入圍《快樂男聲2017》港澳台區選拔賽20強。
- 2018年，主演網絡大電影《極品前任》，並於推出全新作品《愛情價更高》為電影主題曲。[7]
- 2019年，更參演多媒體舞台劇《我的前世情人》大灣區巡演。
- 2020年，於第七屆微電影「創+作」支援計劃(音樂篇)，余震東透過演繹愛情配對員，跟大家探討「港女」，以戲中精湛的演技，榮獲初創企業組「最佳微電影男主角獎」金獎殊榮。[8]
- 2023年，與Joey Tang合作推出新歌《Anytime is Happy hour》[9]。同年暑假為香港動漫電玩節首次舉辦嘅「Canvas Project全民偶像選拔賽」製作主題曲《色彩繽紛夢想的心》，更與本地日系女團班霸乙女新夢，一起擔任訓練導師[10]

## 音樂作品

### 2011年
- 余震東 feat.周彬雄 - 好好做人（曲、詞、Rap詞）「反吸毒．愛生命RAP歌創作大賽」（公開組）亞軍、最佳作詞獎YouTube試聽 （页面存档备份，存于）

### 2012年
- 余震東 - 指指點點（曲、詞、編、監、唱）

### 2013年
- 微電影 - 珍藏。二部曲（音樂製作）
- 葉振棠 feat.余震東 - 天籟之末日傳說（Rap詞）

### 2014年
- 余震東 - 夢想號(sampling狂舞吧)（曲、詞、編、監）

### 2015年
- 動畫 - 夢魘Nightmare（配樂、音效設計）
- 藝術短片 - Breakfast（音效設計）
- 鄭敬基 - 酒杯再敲琴（Rap詞、監製）
- 李國祥 - 好愛他(靠自己)（和音）

### 2016年
- 黃若喬 - Second Chance（詞）
- 余震東 - 中@Downtown Funk（唱、Rap詞）
- 余震東 - 思念是一種病（改編、RAP詞）
- 余震東 - 劃火柴 X 失戀太少（改編）
- 余震東 - 孝之道（唱、詞）

### 2018年
- 余震東 - 愛情價更高（詞、唱）
- 余震東 - 承諾勇敢《香港睦群助更生協會 會歌》（詞、編、唱）
- 余震東 - Ultra marathon《Rotary Club HK Ultramarathon 2018主題曲》（詞、唱）

### 2019年
- 余震東 - 你是我的天堂（曲、唱、監）

### 2020年
- 曹敏寶、周美欣 - KEEP ON FIGHTING（詞）
- 余震東 - 港女萬歲（曲、詞、監、唱）

### 2021年
- 震東 - 失眠（編，唱，音樂永續作品）
- 李妍 - Shopaholic（編）
- 李妍 - 玫瑰有刺（編）

### 2022年
- 李國祥 - 雨後彩虹（詞）

### 2023年
- 余震東 - My Profession---潛伏黑夜的殺手（監、唱）
- 余震東 - Anytime is Happy Hour（曲、詞、唱）
- 余震東 - Anytime is Happy Hour（Acoustic Version）（曲、詞、編、監、唱）
- 余震東 - 色彩繽紛夢想的心（香港動漫電玩節Canvas Project全民偶像選拔賽主題曲）（曲、詞、編、監、唱）

## 獎項

### 2011年
- 「I can be me歌唱比賽」（填詞組） 冠軍
- 「反吸毒．愛生命RAP歌創作大賽」（公開組）亞軍、最佳作詞獎
- 「摘星之夜禁毒唱作大賽」舊曲新詞（個人組）優異獎、（組合）優異獎

### 2012年
「樂勢力X HERO」歌曲創作比賽專業評審  優異獎

### 2014年
「USA Songwriting Competition」十優

### 2015年
新城勁爆勵志／兒歌榜：李國祥《好愛他(靠自己)》 fea. 潘敬祖、余震東  冠軍

### 2017年
《快樂男聲2017》港澳台區選拔賽  20強

### 2019年
- 第六屆「微電影『創＋作』支援計劃（音樂篇）」最佳微電影製作大獎 – 銅獎
- 第六屆「微電影『創＋作』支援計劃（音樂篇）」最佳微電影男主角 – 銀獎

### 2020年
- 第七屆「微電影『創＋作』支援計劃（音樂篇）」最佳微電影男主角 – 金獎

## 曾參與演出

### 電影
- 2017年1月：《我要發達》 飾 阿勇
- 2017年8月：《私人會所》飾 Philip

### 微電影
- 2019年2月：《在漂流地》 飾 余sir
- 2020年2月：《#TBC》 飾 #129

### 網絡大電影
- 2018年10月：《極品前任》飾 大浪

### 舞台劇
- 2016年5月：《誰伴我闖蕩@歲月無聲2.0》
- 2016年8月：《書蟲的少年時代》飾 Titanic
- 2019年1月/5月：大灣區巡演舞台劇 《我的前世情人》 廣州站 /飾 游小俠

### 電台VO
- 2015年：《李國祥餘情未了演唱會》
- 2015年：《葉振棠記憶由經典開始演唱會》
- 2018年：《華玉講堂 之 一分鐘道 》共 52集

### 其他較大型表演
- 2013年：《李小龍逝世40週年紀念特輯》
- 2013年：《Island East Market》
- 2013年：《LiveTube九月份音樂會》
- 2014年：《上環及西營盤耆青獻藝同樂日》
- 2014年：「幸福channel@深水埗」微電影比賽頒獎禮暨青年主場黃昏音樂會
- 2014年：《黃宇希x余震東第四十八圍圍你音樂會》
- 2014年：《全港慈善歌唱大賽準決賽》
- 2014年：《鄭敬基一起敲鋼琴演唱會》
- 2014年：《積極人生2014音樂會》
- 2015年：《華麗舞台慈善金曲夜》
- 2016年：《健康快車武林群英匯光明》
- 2017年：《香港亞洲流行音樂節》
- 2017年：《奇幻之旅@九龍西》
- 2017年：《香港元老網球總周年晚會》
- 2017年：《林慕德 & Friends any Happy Returns 演唱會2017》
- 2018年：《周啟生 Electric Dreams 演唱會2018》
- 2019年：賽馬會「見.同理」計劃 《JAM TO CONNECT》
- 2019年：《給血搖滾音樂會》
- 2019年：《嶼。魚。說。音樂會》
- 2019年：《美麗華 - 樂在當夏GIMMELIVE》

## 外部連結
- 余震東的Facebook專頁
- 余震東的Instagram帳戶
- YouTube上的余震東頻道
- 余震東的新浪微博